# Bubba Sparxxx
Bubba Sparxxx (født Warren Anderson Mathis den 6. marts 1977 i LaGrange i Georgia i USA), er en amerikansk rapper. Han er en af de mest kendte og succerige hvide amerikanske rappere og frontfigur for countryrapgenren. Hans største hit er "Ms New Booty" med The Ying Yang Twins, der toppede med # 7 i USA. Sparxxx er også bemærket for sine hit singler "Back in the Mud", "Ugly" og "Deliverance" med Timbaland og for at opnå succes som en hvid rapper fra det åbne land Syd.
Sparxxx medvirkede som sig selv i kampvideospillet Def Jam: Fight for NY, og Madden NFL 2004.
Bubba har været gæst på alle de store late-night show, herunder Saturday Night Live, The Late Show med David Letterman og The Tonight Show med Jay Leno.

## Diskografi

### Album
- Dark Days, Bright Nights (2001)
- Deliverance (2003)
- The Charm (2006)

### Singler
- Ugly (2001)
- Lovely (2002)
- Deliverance (2003)
- Back in the Mud (2003)
- Ms. New Booty (med Ying Yang Twins) (2006)
- Heat It Up (2006)
- I Like It A Lot (2008)